# Вана-Вастселійна
Вана-Вастселійна (ест. Vana-Vastseliina), також Вахтсилійнамийса (ест. Vahtsõliinamõisa), Вастселійна-Асундусе (ест. Vastseliina-Asunduse), — село в Естонії, входить до складу волості Вастселійна, повіту Вирумаа.